# Karabo Modise
Karabo Modise (sinh ngày 20 tháng 7 năm 1988 tại Botswana) là 1 vận động viên cricket người Botswana và hiện đang chơi cho đội tuyển quốc gia của mình.

## Liên kết khác
1. ↑  
“Modise: Cricket Botswana's rising star”. Gaborone, Botswana: Sunday Standard. Truy cập ngày 15 tháng 4 năm 2009. [liên kết hỏng]